# Ochthebius viridis
Ochthebius viridis es una especie de escarabajo del género Ochthebius, familia Hydraenidae. Fue descrita científicamente por Peyron en 1858.
Se distribuye por Turquía. Mide 1,6 milímetros de longitud y su edeago 0,36 milímetros.